# 사차 방정식

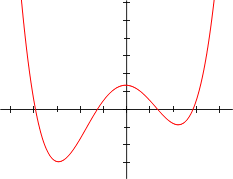
사차 함수의 그래프

사차 방정식(Quartic equation)이란, 최고차항의 차수가 4인 다항 방정식을 뜻한다. 일반적인 형태는
{\displaystyle ax^{4}+bx^{3}+cx^{2}+dx+e=0,a\neq 0}
와 같다.
여기에서 {\displaystyle a,b,c,d}는 각각 {\displaystyle x^{4},x^{3},x^{2},x}의 계수라고 한다. {\displaystyle e}는 상수항이라고 부른다.

## 역사
페라리는 1540년에 해법을 발견하였지만, 그 해법은 중간에 삼차방정식을 푸는 과정을 포함하였고, 그리하여 즉시 발표할 수 없었다. 사차방정식의 해법은 삼차방정식의 해법과 함께 페라리의 스승인 카르다노의 책에서 발표된다.

## 해법
{\displaystyle \textstyle ax^{4}+bx^{3}+cx^{2}+dx+e=0\ }
이 방정식에서 양변을 {\displaystyle x}의 최고차항인 {\displaystyle a}로 나눈 다음 {\displaystyle \textstyle x=y-{b \over 4a}} 라고 두면 {\displaystyle y^{4}+p{y^{2}}+qy+r=0} 꼴로 차 고차항을 치른하우스 변형으로 압축 정리(zipping)할 수 있다.
{\displaystyle y^{4}+p{y}^{2}=-qy-r}
한편, {\displaystyle (y^{2}+p)^{2}}의 완전제곱식을 풀면, {\displaystyle y^{4}+2py^{2}+p^{2}}이 되므로
{\displaystyle y^{4}+py^{2}}의 나머지인{\displaystyle py^{2}+p^{2}}를 양변에 더해주어 좌변을 완전제곱식으로 만든다.
{\displaystyle (y^{2}+p)^{2}=p{y}^{2}-qy+p^{2}-r}이 된다.
이번에는 우변에 미지수 {\displaystyle t}를 제공하고 {\displaystyle y}와 {\displaystyle t}에 대해 정리하면,
{\displaystyle \left(y^{2}+p+t\right)^{2}=\left(p+2t\right)y^{2}-qy+\left(p^{2}+2pt+t^{2}-r\right)}
우변 이차방정식의 판별식, {\displaystyle D=q^{2}-4\left(p+2t\right)\left((p+t)^{2}-r\right)=0}이되면, 우변은 완전제곱식을 만족하겠다.
이것은 {\displaystyle t}에 대한 삼차방정식이므로 이것을 풀어 {\displaystyle t}의 3근 {\displaystyle t_{1},t_{2},t_{3}}를 구한다음 {\displaystyle t_{1}}을 대입한다.
{\displaystyle D=q^{2}-4(p+2t_{1})(p^{2}+2pt_{1}+t_{1}^{2}-r)=0}  에 의해
{\displaystyle {q^{2} \over {4(p+2t_{1})}}=(p^{2}+2pt_{1}+t_{1}^{2}-r)}  이므로,
{\displaystyle \left(y^{2}+p+t_{1}\right)^{2}=\left(p+2t_{1}\right)y^{2}-qy+\left({q^{2} \over {4(p+2t_{1})}}\right)}
{\displaystyle (y^{2}+p+t_{1})^{2}=(p+2t_{1})\left(y-{q \over {2(p+2t_{1})}}\right)^{2}}이다.
이로써, 좌변과 우변 모두 완전제곱식이 되겠다.
이렇게, 사차방정식은 두 개의 완전제곱식의 이차방정식으로 분해된다.
양변에 제곱근을 주고, 이항시켜 정리하면,
{\displaystyle y^{2}-{\sqrt {p+2t_{1}}}y+\left({q \over {2{\sqrt {p+2t_{1}}}}}+p+t_{1}\right)=0}
근의 공식으로부터  {\displaystyle y={{{\sqrt {p+2t_{1}}}\pm {\sqrt {{\left(-{\sqrt {p+2t_{1}}}\right)^{2}}-4\left({q \over {2{\sqrt {p+2t_{1}}}}}+p+t_{1}\right)}}} \over {2}}}
그리고, {\displaystyle x=y-{b \over 4a}}, 이므로
4근은,
{\displaystyle x=-{b \over 4a}+\left({{{\sqrt {p+2t_{1}}}+{\sqrt {-3p-2{t_{1}}-{2q \over {\sqrt {p+2t_{1}}}}}}} \over {2}}\right),-{b \over 4a}+\left({{{\sqrt {p+2t_{1}}}-{\sqrt {-3p-2{t_{1}}-{2q \over {\sqrt {p+2t_{1}}}}}}} \over {2}}\right)}

{\displaystyle ,-{b \over 4a}-\left({{{\sqrt {p+2t_{1}}}+{\sqrt {-3p-2{t_{1}}-{2q \over {\sqrt {p+2t_{1}}}}}}} \over {2}}\right),-{b \over 4a}-\left({{{\sqrt {p+2t_{1}}}-{\sqrt {-3p-2{t_{1}}-{2q \over {\sqrt {p+2t_{1}}}}}}} \over {2}}\right)}
이다.

## 일반적인 경우
{\displaystyle \textstyle ax^{4}+bx^{3}+cx^{2}+dx+e=0\ }
양변을 {\displaystyle x}의 최고차항인 {\displaystyle a}로 나눈 다음 {\displaystyle \textstyle x=y-{b \over 4a}} 라고 두고 {\displaystyle y^{4}+p{y^{2}}+qy+r=0} 형태로 정리한다.

{\displaystyle {a \over a}x^{4}+{b \over a}x^{3}+{c \over a}x^{2}+{d \over a}x+{e \over a}=0}

여기서,  {\displaystyle {a \over a}=1,{b \over a}=a,{c \over a}=b,{d \over a}=c,{e \over a}=d}, 치환 

{\displaystyle x^{4}+ax^{3}+bx^{2}+cx+d=0}

{\displaystyle \left(y-{a \over 4}\right)^{4}+a\left(y-{a \over 4}\right)^{3}+b\left(y-{a \over 4}\right)^{2}+c\left(y-{a \over 4}\right)+d=0}
전개하면, 

{\displaystyle y^{4}+\left({-3a^{2} \over 8}+b\right)y^{2}+\left(+{a^{3} \over 8}-{ba \over 2}+c\right)y+\left(-{a^{4} \over 64}+{a^{4} \over 256}+{ba^{2} \over 16}-{ca \over 4}+d\right)=0}

여기서,  {\displaystyle {a \over a}=1,{b \over a}=a,{c \over a}=b,{d \over a}=c,{e \over a}=d}, 치환 한것을

{\displaystyle x^{4}+{b \over a}x^{3}+{c \over a}x^{2}+{d \over a}x+{e \over a}=0} , 풀어주면

{\displaystyle y^{4}+\left({-3b^{2} \over 8a^{2}}+{c \over a}\right)y^{2}+\left(+\left({b^{3} \over 8a^{3}}\right)-\left({bc \over 2a^{2}}\right)+{d \over a}\right)y+\left(-\left({3b^{4} \over 256a^{4}}\right)+\left({cb^{2} \over 16a^{3}}\right)-{bd \over 4a^{2}}+{e \over a}\right)=0}
{\displaystyle p=\left({-3b^{2} \over 8a^{2}}+{c \over a}\right)}
{\displaystyle q=\left(+\left({b^{3} \over 8a^{3}}\right)-\left({bc \over 2a^{2}}\right)+{d \over a}\right)}
{\displaystyle r=\left(-\left({3b^{4} \over 256a^{4}}\right)+\left({cb^{2} \over 16a^{3}}\right)-{bd \over 4a^{2}}+{e \over a}\right)}

근과 계수의 관계에서, 

{\displaystyle y=u+v+w}를 대입하면,  

{\displaystyle (u+v+w)^{4}+p(u+v+w)^{2}+q(u+v+w)+r=0} 

{\displaystyle u^{2}+v^{2}+w^{2}=-{p \over 2}}
{\displaystyle u^{2}v^{2}+v^{2}w^{2}+w^{2}u^{2}={p^{2} \over 16}-{r \over 4}}
{\displaystyle u^{2}v^{2}w^{2}=\left(-{q \over 8}\right)^{2}}
{\displaystyle uvw=\left(-{q \over 8}\right)}
따라서, z로 3차방정식을 가정하여 정리하면, 

{\displaystyle z^{3}-(u^{2}+v^{2}+w^{2})z^{2}+(u^{2}v^{2}+v^{2}w^{2}+w^{2}u^{2})z-(u^{2}v^{2}w^{2})=0}
이것의 3차방정식을 풀면 근은 각 각 {\displaystyle u^{2},v^{2},w^{2}}이고, 

다시 이것의 제곱근 {\displaystyle u,v,w}가 서로 곱해서, 

{\displaystyle uvw=-{q \over 8}}가 되는 값이 각각 근의{\displaystyle u,v,w}가 되고, 

이어서, 

{\displaystyle uvw=(-)u(-)vw=u(-)v(-)w=(-)uv(-)w}가 되고,

이것으로{\displaystyle y=(u\cdot v\cdot w),(-u\cdot -v\cdot w),(u\cdot -v\cdot -w),(-u\cdot v\cdot -w)}가 되겠다.

끝으로 정리하면, 4차방정식의 네근 {\displaystyle x=y-{b \over 4a}}에 의해 , 

{\displaystyle (u\cdot v\cdot w)-{b \over 4a},(-u\cdot -v\cdot w)-{b \over 4a},(u\cdot -v\cdot -w)-{b \over 4a},(-u\cdot v\cdot -w)-{b \over 4a}}가 되겠다. 

## 특수한 경우

### 복이차방정식
사차 방정식 중 홀수 차수의 계수가 모두 0인, 즉 짝수 차수 항만 있는 방정식을 복이차방정식(Biquadratic equations)이라고 한다.
{\displaystyle x^{2}=X}으로 치환해 이차방정식의 풀이를 이용해 푼다.
{\displaystyle ax^{4}+bx^{2}+c=0\;,\;X=x^{2}}
{\displaystyle aX^{2}+bX+c=0\;}

### 상반방정식
계수가 대칭적인 형태로 되어 있는 방정식을 상반방정식(Symmetric equations)이라고 한다. 즉 방정식의 x의 n제곱 항 옆에 있는 계수를 거꾸로 읽어도 똑같다는 것이다. 사차방정식의 경우는 다음과 같다.
{\displaystyle a_{0}x^{4}+a_{1}x^{3}+a_{2}x^{2}+a_{1}x+a_{0}=0}

이 경우 양변을 {\displaystyle x^{2}}으로 나누어 {\displaystyle {x+{1 \over x}}}를 {\displaystyle y}로 치환해주면 이차방정식으로 변환된다.

{\displaystyle {x^{2}}+{x^{1}}+1+{1 \over x^{1}}+{1 \over x^{2}}=0}

{\displaystyle {x^{2}}+{1 \over x^{2}}+\left({x^{1}}+{1 \over x^{1}}\right)+1=0}

{\displaystyle y^{2}+y-1=0}

이차방정식 근의 공식으로부터,

{\displaystyle y={{-1\pm {\sqrt {5}}} \over 2}} , 이고

{\displaystyle {x}+{1 \over x}=y},  이므로

{\displaystyle yx=\left(x+{1 \over x}\right)x}

{\displaystyle yx={xx}+{1 \over x}x}, 

{\displaystyle x^{2}+{1x \over x}-yx=0}, 

{\displaystyle x^{2}-yx+{x \over x}=0}, 

{\displaystyle x^{2}-yx+1=0}

따라서, 역시 근의 공식을 적용하면,

{\displaystyle x={{y\pm {\sqrt {y^{2}-4}}} \over 2}} 이므로, 여기에{\displaystyle y={{-1\pm {\sqrt {5}}} \over 2}}를 대입하여 정리하면, 

{\displaystyle {1 \over 4}\left({-1\pm {\sqrt {5}}}\pm {{2{\sqrt {-10\pm 2{\sqrt {5}}}}} \over 2}\right)}

{\displaystyle ={1 \over 4}\left(-1+{\sqrt {5}}+i{\sqrt {10+2{\sqrt {5}}}}\right),{1 \over 4}\left(-1+{\sqrt {5}}-i{\sqrt {10+2{\sqrt {5}}}}\right),{{1 \over 4}\left(-1-{\sqrt {5}}+i{\sqrt {10-2{\sqrt {5}}}}\right)},{{1 \over 4}\left(-1-{\sqrt {5}}-i{\sqrt {10-2{\sqrt {5}}}}\right)}}의 4근을 갖는다.

좀 더 일반적으로 준상반방정식(Quasi-symmetric equations)
{\displaystyle a_{0}x^{4}+a_{1}x^{3}+a_{2}x^{2}+a_{1}mx+a_{0}m^{2}=0}
의 경우 {\displaystyle x+{m \over x}}으로 치환해주면 된다.

### 이항방정식
{\displaystyle x^{4}+a=0}의 꼴이다.
특히  {\displaystyle x^{4}=1}의 경우는,  근의 계수 {\displaystyle \omega }를 교착해서 4개의 근이 구해진다.(근은 1, -1, i, -i이다.)

### 인수분해 (곱셈공식적용)
{\displaystyle x=a}로 예약했을때,
{\displaystyle \,a^{4}+a^{2}b^{2}+b^{4}=(a^{2}+ab+b^{2})(a^{2}-ab+b^{2})}
{\displaystyle \,x^{4}+x^{2}+1=(x^{2}+x+1)(x^{2}-x+1)}
{\displaystyle \,a^{4}+b^{4}=(a^{2}+b^{2})^{2}-2a^{2}b^{2}}
{\displaystyle \,a^{4}+b^{4}+c^{4}=(a^{2}+b^{2}+c^{2})^{2}-2\left((ab+bc+ca)^{2}-2abc(a+b+c)\right)}
꼴로 인수분해와 2차방정식으로 풀수있다.

## 근과 계수의 관계
사차방정식 {\displaystyle \textstyle ax^{4}+bx^{3}+cx^{2}+dx+e=0}의 네 근을 {\displaystyle \textstyle \alpha ,\beta ,\gamma ,\delta }라고 하면, 방정식의 계수와 근들은 다음의 관계가 성립한다.
{\displaystyle \textstyle \alpha +\beta +\gamma +\delta =-{b \over a}}
{\displaystyle \textstyle \alpha \beta +\alpha \gamma +\alpha \delta +\beta \gamma +\beta \delta +\gamma \delta ={c \over a}}
{\displaystyle \textstyle \alpha \beta \gamma +\alpha \beta \delta +\alpha \gamma \delta +\beta \gamma \delta =-{d \over a}}
{\displaystyle \textstyle \alpha \beta \gamma \delta ={e \over a}}
이것은   이차방정식 만들기를 이용한 근과 계수와의 관계증명을 사용하면, 대수학의 기본정리에 따라 {\displaystyle n}차방정식은 {\displaystyle n}개의 근을 갖고,
따라서, {\displaystyle 4}개의 근 {\displaystyle \alpha ,\beta ,\gamma ,\delta }를 예정하고,
이를 {\displaystyle 4}차방정식의 인수분해식으로 놓으면, {\displaystyle (x-\alpha )(x-\beta )(x-\gamma )(x-\delta )=0}이 되고,
다항식으로 전개하면, {\displaystyle x^{4}-(\alpha +\beta +\gamma +\delta )x^{3}+(\alpha \beta +\alpha \gamma +\alpha \delta +\beta \gamma +\beta \delta +\gamma \delta )x^{2}-(\alpha \beta \gamma +\alpha \beta \delta +\alpha \gamma \delta +\beta \gamma \delta )x+\alpha \beta \gamma \delta =0}이고, 일반항의 최고차항의 계수인 'a'로 양변을 나누면,
{\displaystyle \textstyle {x^{4}}+{b \over a}x^{3}+{c \over a}x^{2}+{d \over a}x+{e \over a}=0}
이므로, 서로 근의 정보와 계수 정보와의 상관관계를 보여주고 있다.

## 사차방정식의 판별식
사차방정식의 판별식은 16개항으로 이루어져 있다.
실베스터 행렬의 종결식을 사용한 소행렬식의 라플라스 전개로 사차방정식의 판별식 유도가 가능하다.
{\displaystyle ax^{4}+bx^{3}+cx^{2}+dx+e}을
{\displaystyle a_{4}x^{4}+a_{3}x^{3}+a_{2}x^{2}+a_{1}x+a_{0}}으로 계수를 예약했을때, 실베스터 행렬 {\displaystyle M=(2n-1)\cdot (2n-1)}
{\displaystyle M={\begin{bmatrix}a_{4}&a_{3}&a_{2}&a_{1}&a_{0}&0&0\\0&a_{4}&a_{3}&a_{2}&a_{1}&a_{0}&0\\0&0&a_{4}&a_{3}&a_{2}&a_{1}&a_{0}\\4a_{4}&3a_{3}&2a_{2}&1a_{1}&0a_{0}&0&0\\0&4a_{4}&3a_{3}&2a_{2}&1a_{1}&0a_{0}&0\\0&0&4a_{4}&3a_{3}&2a_{2}&1a_{1}&0a_{0}\\0a_{0}&0&0&4a_{4}&3a_{3}&2a_{2}&1a_{1}\\\end{bmatrix}}}
{\displaystyle D=(-1)^{n(n-1) \over 2}a_{n}^{-1}M}
{\displaystyle D=(-1)^{4(4-1) \over 2}a_{4}^{-1}M}
{\displaystyle D=(-1)^{12 \over 2}a_{4}^{-1}M}
{\displaystyle D=(-1)^{6}a_{4}^{-1}M}

{\displaystyle D=-27a^{2}d^{4}+18abcd^{3}-4ac^{3}d^{2}+16ac^{4}e-80abc^{2}de}
{\displaystyle +144a^{2}cd^{2}e-6ab^{2}d^{2}e-4b^{3}d^{3}+b^{2}c^{2}d^{2}-4b^{2}c^{3}e}
{\displaystyle +18b^{3}cde-27b^{4}e^{2}+144ab^{2}ce^{2}-192a^{2}bde^{2}-128a^{2}c^{2}e^{2}+256a^{3}e^{3}}

## 같이 보기
- 일차 방정식
- 이차 방정식
- 삼차 방정식
- 5차 방정식
- 6차 방정식